# Alfredo Cremonesi
Alfredo Cremonesi, PIME (15. května 1902, Ripalta Guerina – 7. února 1953, Donokù) byl italský římskokatolický kněz, člen Papežského institutu pro zahraniční misie, zavražděný během vnitřního konfliktu v Myanmaru. Katolická církev jej uctívá jako blahoslaveného mučedníka.

## Život
Narodil se 15. května 1902 v italské obci Ripalta Guerina u Cremony rodičům Enricu Cremonesi a Marii Rose Scartabellati. Pokřtěn byl 16. května téhož roku v místním farním kostele. Svátost biřmování přijal dne 4. října 1908 z rukou biskupa Ernesta Fontany a dne 1. dubna 1909 přijal své první svaté přijímání.
Během svého dětství a dospívání trpěl nemocí, která jej omezovala při vzdělání. I přes nepříznivé prognózy lékařů se mu z ní nakonec podařilo vyléčit. Po svém zotavení se přestěhoval do Milána, kde se připravoval na kněžské svěcení a misionářskou kariéru, po které toužil.
Dne 19. dubna 1924 byl vysvěcen na podjáhna a dne 29. června 1924 na jáhna. Kněžské svěcení přijal dne 12. října 1924 od biskupa Giovanniho Menicatti. Svou primiční mši svatou sloužil dne 19. října 1924. Roku 1925 byl poslán jako misionář do Barmy.
Zde byl poslán do izolovaných osad v horách, aby místní domorodce obracel na víru, což se mu dařilo. Cesty mezi osadami ho však vyčerpávaly.
Během druhé světové války byl spolu s ostatními italskými misionáři z politických důvodů terčem útoků. Ke konci války se byl nucen skrývat v lese. Jednoho dne byl dokonce chycen a spoután, avšak z neznámých důvodů byl opět propuštěn.
Po skončení války se opět začal věnovat své misijní činnosti. Roku 1947 se však v Barmě rozpoutala občanská válka, díky které se opět musel ukrývat.
Dne 7. února 1953 vtrhli do jím obývané horské vesnice Donokù vojáci a spolu s několika místními obyvateli jej zastřelili. Vesnici poté vypálili. O den později se sem uprchlí vesničané opět vrátili a pohřbili těla. Později s konal jeho slavnostní pohřeb, před kterým bylo jeho tělo exhumováno.

## Úcta
Jeho beatifikační proces byl zahájen roku 2004. Dne 19. března 2019 podepsal papež František dekret o jeho mučednictví, čímž odstranil poslední bariéru pro jeho blahořečení.
Blahořečen pak byl dne 19. října 2019 v italské Cremě. Obřadu předsedal jménem papeže Františka kardinál Giovanni Angelo Becciu.
Jeho památka je připomínána 7. února. Je zobrazován v kněžském rouchu.